# Mikołaj Gomółka
Mikołaj Gomółka (* um 1535 in Sandomierz; † nach 1591, wahrscheinlich 1609) war ein polnischer Musiker und Komponist.
Er kann als einer der ersten Komponisten angesehen werden, die ernsthaft einen nationalen polnischen Kunststil suchten. Besondere Erwähnung verdienen seine vierstimmigen Vertonungen von Texten, die Jan Kochanowski auf der Basis von Psalmen verfasste.

## Leben
Bei einem Fest in der Stadt ist König Sigismund II. August auf den jungen Gomółka aufmerksam geworden und nahm ihn 1545 an seinen Hof. Bereits nach drei Jahren wurde er Schüler eines königlichen Fistulators (hervorragende Instrumentalisten des Königs) namens Jan Klaus, bei dem er 10 Jahre verbrachte. Danach wurde Gomółka ebenfalls als Fistulator Mitglied in der Kapelle. Am Hofe verbrachte er 12 Jahre. Er wurde zu den sogenannten italienischen Fistulatoren berufen.
Im Jahr 1563 hat Mikołaj Gomółka den Hof verlassen und war 15 Jahre in seiner Geburtsstadt in einigen außermusikalischen Bereichen tätig. Im Jahr 1578 fand er einen mächtigen Protektor in der Person des Bischofs Piotr Myszkowski, einem herausragenden Humanisten und Mäzen der Künstler und Schriftsteller. Bereits früher hatte Myszkowski Jan Kochanowski um eine Übersetzung der Psalmen Davids gebeten, die 1579 in Krakau gedruckt wurden. Als Nächstes erschien die musikalische Bearbeitung Gomółkas. Diese Nähe suggeriert, dass Kochanowski und Gomółka höchstwahrscheinlich in nahem Kontakt standen oder sogar zusammengearbeitet haben könnten. Aus der Widmungsansprache sticht hervor, dass erst die Unterstützung Myszkowskis den Druck von Gomółkas Psalmen möglich machte. Darüber hinaus gibt es ein Epigramm von Andrzej Trzecieski, der die Zusammenarbeit von Kochanowski und Gomółka lobt.
Spätestens ab 1590 befand sich Gomółka am Hofe des Kanzlers Jan Zamoyski, der seinerseits ebenfalls ein großzügiger Mäzen war. Im Jahr 1591 gibt es die letzte Nachricht über Gomółka. Wahrscheinlich war dies auch sein Todesjahr. Es ist schwer anzunehmen, dass die Psalmen Davids das einzige Werk des Komponisten waren. Polnische Musikforscher wie Oskar Kolberg (19. Jh.), Zdzisław Jachimecki (Jahrhundertwende) und Kosela informierten über zwei Messen und zwei weitere Lieder, jedoch sind diese Werke entweder in der Zwischenzeit verschollen, oder es handelt sich hier um einen Irrtum, denn alle späteren Untersuchungen haben diese Aussagen nicht bestätigt.